# Diócesis de Xuzhou
La diócesis de Xuzhou o de Suchow (en latín: Dioecesis Siuceuvensis y en chino: 天主教徐州教区) es una circunscripción eclesiástica de la Iglesia católica en China. Se trata de una diócesis latina, sufragánea de la arquidiócesis de Nankín. Desde 2011 su obispo es John Wang Renlei, aunque para el Anuario Pontificio es sede vacante desde el 16 de enero de 1970. La Asociación Patriótica Católica China en agosto de 1981 le anexó parte del territorio de la abolida prefectura apostólica de Haizhou, sin el asentimiento de la Santa Sede.

## Territorio y organización
La diócesis tiene 20 000 km² y extiende su jurisdicción sobre los fieles católicos de rito latino residentes en la parte septentrional de la provincia de Jiangsu.
La sede de la diócesis se encuentra en la ciudad de Xuzhou, en donde se halla la Catedral del Sagrado Corazón.
En 1950 en la diócesis existían 33 parroquias.

## Historia
La prefectura apostólica de Xuzhou (Suchow) fue erigida el 1 de julio de 1931 con el breve Ad rei christianae del papa Pío XI, obteniendo el territorio del vicariato apostólico de Nankín (hoy arquidiócesis).
El 18 de junio de 1935 la prefectura apostólica fue elevada al rango de vicariato apostólico con la bula Merito lubenterque del papa Pío XI.
El 11 de abril de 1946 el vicariato apostólico fue elevado a diócesis con la bula Quotidie Nos del papa Pío XII.
El 1 de mayo de 1947, con la carta apostólica Novissimo universarum el papa Pío XII proclamó a la Bienaventurada Virgen María del Inmaculado Corazón como patrona principal de la diócesis.
En diciembre de 1948 el Partido Comunista de China capturó Xuzhou, se impuso en la guerra civil y proclamó la República Popular China el 1 de octubre de 1949. El 4 de septiembre de 1951 China comunista expulsó al nuncio apostólico Antonio Riberi y la Santa Sede continuó reconociendo a la República de China en Taiwán como el legítimo gobierno chino. Todos los misioneros extranjeros fueron expulsados de China comunista en 1952.
La Asociación Patriótica Católica China fue creada con el apoyo de la Oficina de Asuntos Religiosos de la República Popular de China en 1957, con el objetivo de controlar las actividades de los católicos en China. Su nombre público es Iglesia católica china y es referida como la "Iglesia oficial" en contraposición a la "Iglesia subterránea" o "Iglesia clandestina" leal a la Santa Sede.
En 1959 Thomas Qian Yurong se convirtió en obispo de Xuzhou y gobernó la diócesis hasta 2011. El 30 de noviembre de 2006 la diócesis contaba con un obispo coadjutor en la persona de John Wang Renlei, cuya ordenación provocó una fuerte controversia y una posición oficial de la Santa Sede.
En el período de 1966 a 1976 la Revolución Cultural se ensañó especialmente contra la religión, destruyéndose numerosas iglesias y cesaron todas las actividades religiosas en la diócesis. La diócesis reasumió sus actividades en la década de 1980.
La Asociación Patriótica Católica China en agosto de 1981 le anexó parte del territorio de la abolida prefectura apostólica de Haizhou, sin el asentimiento de la Santa Sede.
El 22 de septiembre de 2018 se firmó en Pekín el Acuerdo provisional entre la Santa Sede y la República Popular de China sobre el nombramiento de los obispos. El 22 de octubre de 2020 el acuerdo fue prorrogado por otros dos años y en octubre de 2022 por otros dos años más.
Debido a la situación particular de la Iglesia católica en China, la Santa Sede no nombra obispos para las diócesis chinas, que son sedes oficialmente vacantes incluso en presencia de obispos reconocidos por Roma.

## Estadísticas
Según el Anuario Pontificio 2002 la diócesis tenía a fines de 1950 un total de 93 500 bautizados.
| Año                                                                             | Población            | Población | Población      | Sacerdotes | Sacerdotes    | Sacerdotes    | Bautizados por sacerdote | Diáconos permanentes | Religiosos | Religiosos | Parroquias |
| Año                                                                             | Bautizados católicos | Total     | % de católicos | Total      | Clero secular | Clero regular | Bautizados por sacerdote | Diáconos permanentes | Varones    | Mujeres    | Parroquias |
| ------------------------------------------------------------------------------- | -------------------- | --------- | -------------- | ---------- | ------------- | ------------- | ------------------------ | -------------------- | ---------- | ---------- | ---------- |
| 1950                                                                            | 93 500               | 4 500 000 | 2.1            | 49         | 14            | 35            | 1908                     |                      | 21         | 45         | 33         |
| Fuente: Catholic-Hierarchy, que a su vez toma los datos del Anuario Pontificio. |                      |           |                |            |               |               |                          |                      |            |            |            |

Según fuentes estadísticas reportadas por la Agencia Fides, en 2013 la diócesis contaba con circa 25 000 fieles, 7 iglesias, una decena de sacerdotes y una veintena de religiosas.

## Episcopologio
- Georges Marin, S.I. † (3 de diciembre de 1931-18 de junio de 1935 renunció)
- Philip Côté, S.I. † (18 de junio de 1935-16 de enero de 1970 falleció)[nota 1]
  - Sede vacante
  - Thomas Qian Yu-rong † (15 de noviembre de 1959 consagrado-2011 renunció)[nota 2]
  - John Wang Renlei, por sucesión en 2011